# ヴィト・ジェノヴェーゼ

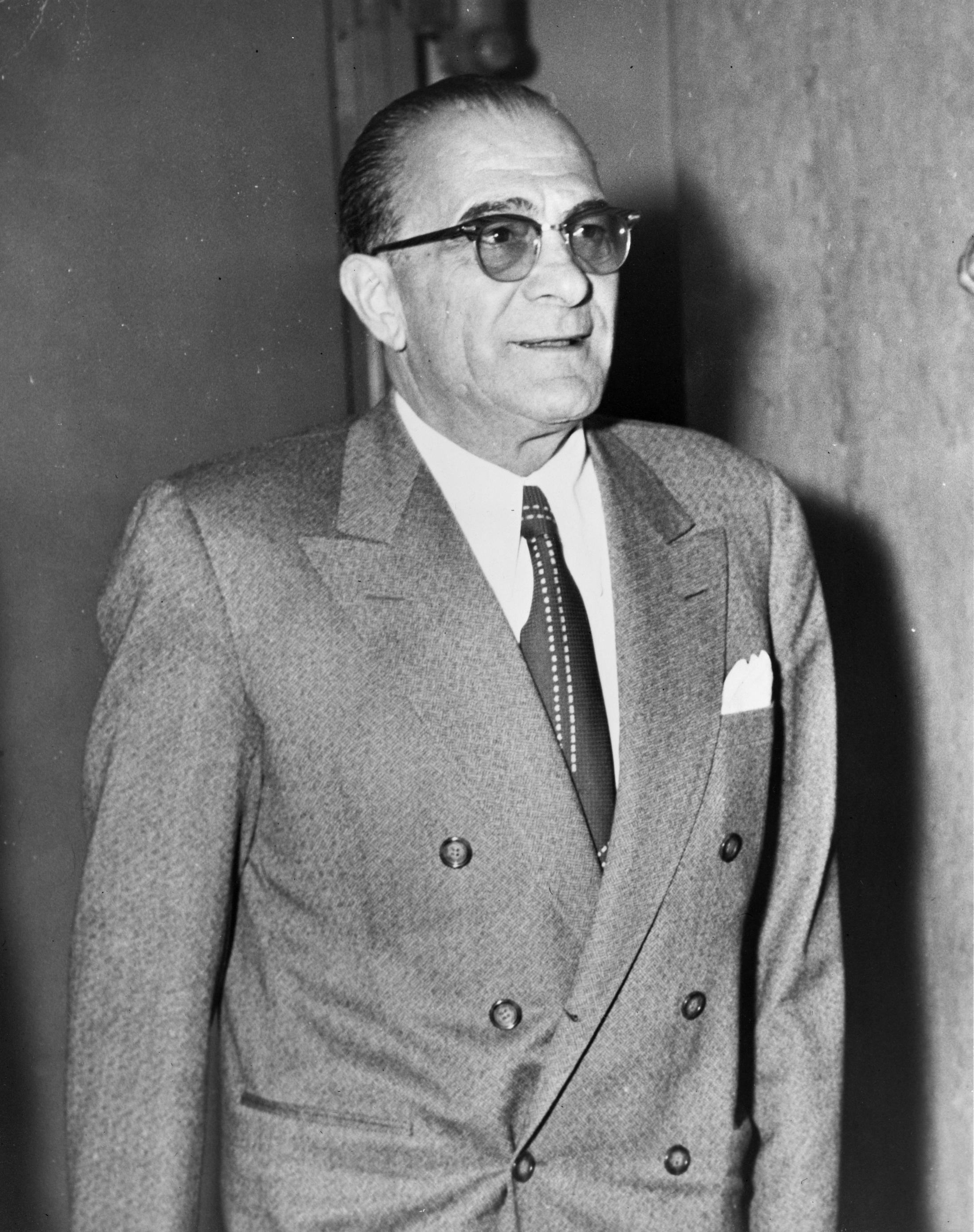
ヴィト・ジェノヴェーゼ

ヴィト・ジェノヴェーゼ（英: Vito Genovese、1897年11月2日 - 1969年2月14日）は、アメリカ合衆国ニューヨークのイタリア系犯罪組織マフィア「コーサ・ノストラ」のボス。性格は残忍で狡猾、権力欲が旺盛だった。

## 生涯

### 若年期
イタリアのナポリ近郊の小さな町リジリアノ（Rigisliano）に生まれ、1912年一家で渡米し、ニューヨーク・クイーンズ区のオゾン・パークに住んだ。1915年頃、ナポリ系移民のマイク・ミランダに誘われ、ギャングの仲間になった。1917年、銃の不法所持で逮捕された。グリニッジ・ヴィレッジのトンプソン・ストリートで商店の配送係をやりながら、周辺のナポリ系移民街でイタリアン・ロッテリー（違法宝くじ）を始め、ギャング団を結成した（トンプソン・ストリート・ギャング）。1923年、ニューヨークマフィアの仲間入りをした。1924年5月、ブルックリンのプロスペクト・パークで、他の車とカーチェイスの末、木に激突して頭を大怪我した。
1920年代半ば、密輸ギャングのポール・シシリアーノの下で密輸トラックの運転手や武装用心棒を務めた。

### ルチアーノ一家
1920年代後半、シチリアマフィアのジョー・マッセリアの傘下に入り、マッセリアを通じてフランク・コステロ、ラッキー・ルチアーノやジョー・アドニスらと知り合った。1930年、マッセリアとサルヴァトーレ・マランツァーノの対立が沸騰していた頃（カステランマレーゼ戦争）、ブルックリンのバスビーチで紙幣偽造を行っていた。
1931年4月、マッセリアは部下に裏切られて殺害されたが、ジェノヴェーゼも殺害に加担した1人と信じられている。ニューヨークのマフィア勢力を五大ファミリーに整理したマランツァーノは、ルチアーノを旧マッセリア派のボスと認めたが、国際シンジケートを目指すルチアーノの考え方と相容れず、同年9月、ルチアーノに謀殺された。一説に、ジェノヴェーゼはルチアーノ、コステロらと共にマランツァーノの暗殺リストに載っていたとされる。ジェノヴェーゼは、ルチアーノ・ファミリーの副ボスとなった。
1930年代前半、グリニッジ・ヴィレッジに確固たる地盤を築き、賭博や密輸で大富豪になった。稼ぎが増えると、オリーブオイル貿易会社を立ち上げ、合法偽装した。1931年9月、最初の妻を結核で失い、悲しみにくれて豪華な葬儀をしたが、当時の新聞にその葬式の豪華さを報じられ、「オリーブオイルやイタリア産チーズの貿易商で、2つの大型レストランの経営者」と紹介された。翌年グリニッジ・ヴィレッジのクラブにいたアンナ・ペティーロ・ヴェルノティコと再婚した。

### ボッチア殺人事件
1934年9月、賭博のシェアをめぐり揉め事を起こしたフェルディナンド・ボッチアをヒットマン2人を雇って殺害した（ボッチア仲間ウィリー・ギャロも殺そうとしたが、殺しを引き受けたアーネスト・ルポロの銃撃は失敗し、ギャロは一命を取り留めた）。一説に、カード賭博の客から15万ドルを巻き上げたが、ボッチアが自分が連れてきた客だと言って3万5千ドルを要求したため、殺したとされる。
1935年、トーマス・デューイの公共の敵リストに載った。1936年6月ルチアーノの逮捕により一家の代理ボスになった。1936年11月、アメリカ国籍を取得し、翌12月にパスポートを取得した後、現金75万ドルを持ってイタリアへ逃亡した。ジェノヴェーゼの国外脱出によりフランク・コステロが一家の代理ボスになった。

### イタリア逃亡
イタリアのナポリ近郊ノーラに落ち着くと、ムッソリーニの息子に取り入り、25万ドルをファシスト政権に献金した。当時ムッソリーニ政権がマフィアの徹底弾圧政策を取っていたにもかかわらず、ベニート・ムッソリーニ本人と親しい仲になった。ファシスト党への貢献が認められて最高の栄誉の「コメンダトーレ」の称号を授与された。1943年にはムッソリーニ批判の急先鋒だったニューヨークの著名ライター、カルロ・トレスカ殺害をお膳立てしたとされる（実行犯はカーマイン・ギャランテとされる）。やがてナポリで地元カモッラの麻薬取引に参入した。
1943年、連合国軍がイタリアに上陸してムッソリーニ政権を倒すと、立場を変えてアメリカ軍情報部に取り入った。駐留アメリカ海軍司令部の公式な通訳に任命されると、その立場を利用して軍需品の横流し・転売で稼いだ（マフィアが連合国軍のイタリア上陸を手助けした関係から、多くの米軍将校がマフィアを通じて私腹を肥やし、マフィアもその恩恵を受けていた）。シチリアの地元マフィア、カルゲロ・ビジーニと組んで大麦、オリーブオイル等の密売を手掛け、南イタリアの闇市を支配した。ジェノヴェーゼが砂糖や小麦粉などをアメリカ軍から盗み、近隣の町で売りさばいているという情報が軍情報部に入り、通訳を解任された。
1944年6月、ウィリー・ギャロ暗殺未遂で監獄にいたルポロが、減刑と引き換えにジェノヴェーゼら6人のボッチア殺しに関する証言を開始し、ジェノヴェーゼは指名手配された。1944年8月27日、ノーラでアメリカ軍犯罪調査官のオレンジ・C・ディッキーに逮捕され、1945年6月1日アメリカに連行された。ディッキーに25万ドルの賄賂を申し出てアメリカへの連行を逃れようとしたが、ディッキーに断られた。1945年から1946年にかけ、ボッチア殺人事件の証人ジェレミア・エスポジト、ピーター・ラテンパら2人が組織の人間に殺されており、検察側の使えるカードはボッチア殺しに直接関わっていないルポロの証言のみとなった。1946年6月10日、証拠不十分で無罪釈放された。

### 組織復帰
ルチアーノのイタリア強制送還を境に一家を継いだコステロら首脳部は、ジェノヴェーゼの副ボス復帰を認めず、古巣のグリニッジ・ヴィレッジを統率する幹部に甘んじた。大多数の幹部はコステロに忠誠を誓い、ジェノヴェーゼ支持派は少数だったため、幹部の支持を得ようと行動を開始した。コステロが組織をほぼ自由放任に任せ自分のビジネスに没頭している間、ジェノヴェーゼは各地の縄張りを統率する幹部（ストリートボス）の間をドサ回りしてメンバーの面倒を見たり資金を用立てたりして幹部の支持を取り付けていった。
1952年12月、妻アンナに離婚訴訟を起こされ、資産や収入を洗いざらい暴露されるなどジェノヴェーゼの家庭騒動がルチアーノ一家の悩みの種になった。イタリア逃亡中の財産管理や妻の保護を、信頼の厚い賭博仲間のスティーブン・フランセに託していたが、アンナはフランセと合法ビジネスをやる傍ら、それを隠れ蓑に多くの（同性を含む）愛人を作った。帰国後、夫婦喧嘩が絶えず、別居していた。裁判は妻が勝訴して、正式に離婚した。1953年6月、フランセは多数の打撲痕のある絞殺死体で発見された。
収入はイタリアン・ロッテリー、組合、ナイトクラブ、賭博などで、週4万ドルを稼ぎだした。飲食業や不動産、紙パルプなど合法事業も行った。

### 権力闘争
1951年4月、コステロは盟友のアルバート・アナスタシアをマンガーノ一家ボスに繰り上げて味方陣営を固め、ジェノヴェーゼを牽制した。全米各地の賭博ビジネスで法外な利益を享受していたコステロには自前のクルーがおらず、ウィリー・モレッティの40-60人と言われる屈強な兵隊に依存した。1951年9月、モレッティが暗殺されると、ニュージャージーの賭博利権に割り込んだ。ジェノヴェーゼはコステロの了解を得て副ボスに復帰した。
1956年1月、コステロ、ジェノヴェーゼ両方のシンパで仲裁者でもあった古参幹部のアドニスが政府に追われてイタリアに逃亡した。1957年5月、ボスの座を奪うべくコステロの暗殺を部下と謀った。1957年5月2日、ジェノヴェーゼ配下の若手ヴィンセント・ジガンテが自宅マンションのエレベーターに乗ろうとしたコステロを狙撃し、コステロは側頭部に被弾して倒れた。首のかすり傷で済んだコステロは引退を決意した。ジェノヴェーゼは事件後すぐに一家の幹部たちを招集し、幹部の前で自らボスになることを宣言した。1ヵ月後、アナスタシア一家の副ボスでコステロと親しいフランク・スカリーチェが暗殺されたが、ジェノベーゼ黒幕説がある。
コステロ襲撃に怒ったアルバート・アナスタシアはホテル会議を招集してジェノヴェーゼを問い詰めたといい、ジェノヴェーゼは「（一家の問題に）口出しするな」という趣旨の発言をして牽制したという。ジェノヴェーゼは、スカリーチェを継いで副ボスになっていたカルロ・ガンビーノを抱き込み、アナスタシアの暗殺を共謀した。アナスタシアはジェノヴェーゼのボス就任を阻止すべく他のボスに根回しをしていたとされるが、1957年10月25日、パークシェラトンの理髪室で覆面男2人に銃撃され、即死した（理髪店の虐殺）。コステロは正式に引退を表明し、ジェノヴェーゼに一家を譲り渡した。

### ジェノヴェーゼ一家
1957年11月、ボス就任を正式に発表する場と目された全米マフィアのアパラチン会議が、パトロール中の地元警官にあっさりと捕捉され、多くのボスが逮捕される事態を招いた。ジェノヴェーゼの威信は大きく傷ついたが、コステロがジェノヴェーゼに復讐するために警察に事前に情報を流したと噂された（高級車を田舎の山に集めたので不審がった警察が拘束しただけとの説がある）。1958年6月、組織犯罪追及のマクレラン委員会に召喚されたが証言を拒否した。
1958年7月7日、総勢53人に及ぶ麻薬グループが摘発され、ジェノヴェーゼも逮捕・起訴された。1959年4月、麻薬取引の罪で15年の実刑を宣告され、保釈の延長などで抵抗した末、1960年2月11日、アトランタ刑務所に収監された。収監後、代理ボスにアンソニー・"トニー・ベンダー"・ストロッロ、副ボスにジェラルド・"ジェリー"・カテナ、相談役にミケーレ・"ビッグ・マイク"・ミランダを配置し、獄中から一家を支配した。
まだ収監される前の1959年9月、ジェノヴェーゼのボス就任に反旗を翻したコステロ派の古参幹部アンソニー・カルファノを粛清した（一説に配下"トニー・ベンダー"・ストロッロが暗殺をおぜん立てしたとされる）。1962年4月、麻薬絡みの理由でトニー・ベンダーを粛清し、後釜の代理ボスにトーマス・エボリを据えた。その後、同じアトランタ刑務所にいた部下のジョゼフ・ヴァラキが自分を裏切ったと錯覚し、ヴァラキの殺害命令（死の口づけ）を出したが、それに気付いたヴァラキが身の安全のためFBIと司法取引し、1963年8月、コーサ・ノストラの歴史を洗いざらい暴露した（バラキ公聴会）。
一家は400〜500人 の構成員・協力者を擁し、縄張りはニュージャージー、コネチカット、ラスベガス、キューバまで及び、1960年代、年間10億ドルを稼いだとされる。晩年、陰謀にはめられたとの強迫観念から疑心暗鬼に陥った。幹部や側近はジェノヴェーゼと同じ世代が多く、ジェノヴェーゼと共に一家の上層部が高齢化した。脅威になるライバルもおらず、監獄にいながらもその支配力は安泰だった。

### 死去
1969年2月14日、収監先のミズーリ州スプリングフィールドの刑務所で、末期がんによる心臓発作により死亡した。あと1年の服役で恩赦出所の可能性があった。
親族のみで行われた葬儀はマスコミや野次馬でごった返した。参列者には娘や息子の他、元妻アンナの姿があった。マフィア関係者は弟のマイケルのみで、駆け付けた警察やFBIは肩透かしを食らった。FBI職員は参列者を写真撮影していた。ニューヨーク・クイーンズ区のセント・ジョーンズ墓地へ埋葬された。墓地にはサルヴァトーレ・マランツァーノやジョゼフ・プロファチ、ルチアーノなどの墓があった。

## 私生活
1930年代、ニュージャージー州の海沿いの静かな町で、禁酒法時代シシリアーノの密輸の拠点に近かったアトランティック・ハイランズに住居を構えた。1935年、ハイランズを見渡せるレッド・ヒル・ロードの小高い丘を購入し、庭師や石工、土建屋を総動員して自分好みのイタリア風の邸宅に作り変えた（現モンマス郡公園ディープ・カット・ガーデンズ）。敷地にはスイミングプールやテニスコートの他、故郷ナポリのベスビオス火山の石造ミニチュアがあり、パーティの時は頂上から煙が出た。イタリアから帰還後この大邸宅を手放したが、ハイランズには住み続けた。
仕事とプライベートを峻別し、プライベートでは平和と安らぎを求めた。長年住んだアトランティック・ハイランズではギャングの匂いを消し、堅実な実業家のように振る舞った。近所の理髪屋に通い、地元のゴルフトーナメントに顔を出して何回か優勝カップを手にするなど積極的に近隣住民と交流した。教会に毎月寄付し、教会が新しい階段を新設しようとした時は喜んで資金援助を申し出た。子供を敬虔なカトリック学校に通わせ、犯罪と縁のない道を歩ませた。ジェノヴェーゼの素性を知っていた地元警察は、「子供は皆行儀正しく敬虔」と、その「良き父親ぶり」に驚いた。娘は学校の先生に、息子は地元の町議を務め、6人の孫に恵まれた。
長年付き合いのあった隣人は、よく家に呼ばれて話をしたり酒を飲み交わした。収監が決まった時、隣人は、「他人が何を言おうが、彼は優しくて温厚な紳士だ。（離婚後）子供が巣立ち、寂しく暮らしていた。刑務所から戻る日を待ちわびている」とコメントした。収監直前には隣人に、「刑務所に行くのは構わないが、麻薬の罪というのが困る。孫が知ったらと思うと胸が張り裂けそうだ」と語っていたという。ジェノヴェーゼは孫を溺愛し、孫に自家製パスタをご馳走するのが好きだった。

## エピソード
- 1910年代ブルックリンで一大勢力を築いたカモッラと繋がりがあったと伝えられる[注釈 11]。1916年のマフィア-カモッラ戦争時はまだ19歳だった。
- 1930年のガエタノ・レイナ暗殺実行犯とも言われたが、異論が多い。否定説は、内部証言者のジョゼフ・ヴァラキとジョゼフ・ボナンノがレイナ暗殺にジェノヴェーゼの関与を全く示唆していないことや、レイナの死後ジェノヴェーゼがレイナ娘とヴァラキの結婚式に参加し、レイナの親族と共にそれを祝福している点などを挙げている[43]。
- 最初の妻と死に別れ、アンナ・ペティーロ・ヴェルノティコと再婚しようとしたが、既婚者だった。夫のジェラルド・ヴェルノティコを部下を使って殺害し、その殺害の1週間後に再婚した[44]。自分の欲望のためなら殺害も辞さない残忍な性格だった。
- 1946年6月24日、マンハッタンのホテル・ディプロマットでジェノヴェーゼの釈放と復帰を祝う歓迎パーティが開催された。ジェノヴェーゼは長老マフィアのサント・ボルペ（ピッツトン）に出迎えられ、テーブルの主賓席に座った。パーティには東海岸各地のマフィアファミリーから総勢27人が参集した[45]。
- 妻に離婚訴訟を起こされたときどうしていいかわからず、よりによってライバルのコステロに相談した。コステロは無難に 「いい弁護士を雇えばいいさ」とアドバイスしたという（ゴシップ）[23]。
- コステロ襲撃後、自宅を引越ししたり、ボデイガードで身の回りを固め復讐を警戒していた。
- 投獄されたアトランタ刑務所で、たまたま脱税の罪で短期収監されたコステロと再会したが、服役中の身とあって争い事はなかったという[46]。
- 遺言では、財産の90パーセントは娘に、残りの大部分は息子に与えられ、アンナには何も与えられなかったという[47]。

## 題材にした作品等
- 映画『バラキ』（1972年）演：リノ・ヴァンチュラ
- 映画『コーザ・ノストラ』（1973年）演：チャールズ・シオフィ
- また、映画『ゴッドファーザー』のモデルの一人とされる。